# Літературна премія імені Дмитра Загула

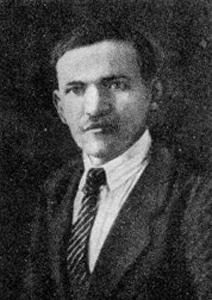
Загул Дмитро Юрійович

1990-го року, до столітнього ювілею з дня народження Дмитра Загула, за ініціативи чернівецького відділення Спілки письменників України та сільської громади села Мілієве, було засновано літературну премію ім. Загула, яку з часу заснування щороку присуджують українським письменникам за видатні заслуги в галузі літератури й за пропаганду творчості буковинського поета.

## Лауреати
Лауреати літературної премії:
- 1991 року: Далавурак Степан, Лесин Василь, Мороз-Стрілець Тамара Михайлівна
- 1992 року: Михайло Івасюк
- 1993 року: Палій Петро, Лазарук Мирослав
- 1994 року: Мельничук Богдан, Севернюк Тамара
- 1995 року: Віктор Зубар (посмертно)
- 1996 року: Колодій Віталій, Романець Олександр
- 1997 року: Бунчук Борис
- 1998 року: Гришин-Грищук Іван, Колотило Василь Семенович
- 1999 року: Бучко Микола, Качковський Лесь, Лютик Мірча
- 2000 року: Вознюк Володимир, Попадюк Манолій
- 2001 року: Зегря Ілля, Кириляк Степан, Міщенко Катерина, Ярема Світлана, Іванюк Михайло
- 2002 року: Джуран Василь, Кузик Ярослав
- 2003 року: Китайгородська Віра, Приходько-Возняк Олександра, Вовк Марія, Князький Орест, Паращук С. О., Баланюк Тарас
- 2004 року: Місевич Василь, Кибич Ярослава, Олексюк Дмитро
- 2005 року: Яворівський Володимир
- 2006 року: Михайловський Володимир, Дячков Володимир, Мазепа Марія
- 2007 року: Довгань Оксана, Свиридюк Аніфатій (посмертно), Титов Василь
- 2008 року: Максимчук Віктор, Гавалешко Ігор, Софійчук Михайло, Романенко Олександр (посмертно), Горюк Михайло
- 2009 року: Рачук Микола, Фольварочний Василь, Петричук Юрій (посмертно), Колісниченко Володимир (посмертно).
- 2010 року на 120 річницю від дня народження поета-страдника Дмитра Юрійовича Загула нагороду отримали чернівецький поет Віталій Демченко, науковець, літературознавець та перекладач Петро Рихло, фольклорист та композитор Кузьма Смаль, вижницький поет Василь Дихтяр та поетеса, журналіст, пристрасний публіцист, автор понад двох десятків поетичних книг Тамара Севернюк
- 2011року: співак, композитор Дерда Іван, поет Болюх Роман, Бучацька Надія
- 2012: журналіст, літератор Брозинський Михайло, українознавець, педагог Мінченко Тамара, поет, прозаїк, драматург Нагірняк Іван.
- 2018: письменник Трайста Михайло Гафія